# Moudon
Moudon ist eine politische Gemeinde des Bezirks Broye-Vully des Kantons Waadt in der Schweiz. Zu römischer Zeit hiess der Ort Minnodunum. Der frühere deutsche Name Milden wird heute nicht mehr verwendet. Die Gemeinde mit einer historischen Altstadt liegt im mittleren Broyetal.

## Geographie
Moudon liegt auf 510 m ü. M., 19,5 km südwestlich des Bezirkhauptortes Payerne (Luftlinie). Die historische Stadt erstreckt sich im mittleren Broyetal, beidseits der Broye, im Bereich der Mündung des Flüsschens Mérine, umgeben von den Höhen des Molassehügellandes im östlichen Waadtländer Mittelland.
Die Fläche des 15,7 km² grossen Gemeindegebiets umfasst einen Abschnitt des mittleren Broyetals und des angrenzenden Hügellandes. Der östliche Teil des Gebietes wird vom Broyetal eingenommen, das von Südwesten nach Nordosten ausgerichtet ist und im Bereich von Moudon einen flachen Talboden von 500 bis 1000 m Breite aufweist. Östlich des Tales umfasst der Gemeindeboden den bewaldeten Steilhang (Chalet à Canon), der durch verschiedene kleine Erosionstälchen untergliedert ist. Nach Norden erstreckt sich das Gebiet bis zum Bach Riau Gresin und auf das Hochplateau von Bussy-sur-Moudon. Im westlichen Teil reicht die Gemeindefläche über den angrenzenden Höhenzug in das Quellgebiet der Cerjaule mit den ausgedehnten Wäldern Forêt Derrière und Bois de la Cerjaule. Auch der Höhenrücken von Planche Signal  (833 m ü. M.) und der Waldhügel Les Bourlayes, an dem mit 850 m ü. M. der höchste Punkt von Moudon erreicht wird, gehören zum Stadtgebiet. Der südwestliche Teil wird vom bis zu 200 m in die Molassehügel eingeschnittenen und von steilen Waldhängen flankierten Tal der Mérine eingenommen. Nach Süden erstreckt sich der Gemeindeboden entlang der Broye bis zur Mündung der Bressonne. Von der Gemeindefläche entfielen 1997 15 % auf Siedlungen, 35 % auf Wald und Gehölze, 48 % auf Landwirtschaft und etwas mehr als 2 % war unproduktives Land.
Zu Moudon gehören ausgedehnte Gewerbe- und Industriezonen im Broyetal, die Siedlungen Bressonnaz (537 m ü. M.) bei der Mündung der Carrouge in die Broye und Grange-Verney (567 m ü. M.) auf einer Terrasse am westlichen Talhang der Broye, der Weiler Le Plan (509 m ü. M.) am Austritt des Baches Voraire aus seinem Erosionstal in das Broyetal sowie zahlreiche Einzelhöfe. Nachbargemeinden von Moudon sind Bussy-sur-Moudon, Lucens, Curtilles, Chavannes-sur-Moudon, Vulliens, Syens, Rossenges, Hermenches, Jorat-Menthue und Montanaire.

## Bevölkerung
| Bevölkerungsentwicklung | Bevölkerungsentwicklung |
| Jahr                    | Einwohner               |
| ----------------------- | ----------------------- |
| 1850                    | 2443                    |
| 1900                    | 2683                    |
| 1910                    | 2702                    |
| 1930                    | 2478                    |
| 1950                    | 2476                    |
| 1960                    | 2806                    |
| 1970                    | 3773                    |
| 1980                    | 3805                    |
| 1990                    | 4336                    |
| 2000                    | 4371                    |

Luftbild (1946)

Mit 6393 Einwohnern (Stand 31. Dezember 2023) gehört Moudon zu den mittelgrossen Gemeinden des Kantons Waadt. Von den Bewohnern sind 79,5 % französischsprachig, 4,5 % portugiesischsprachig und 3,9 % sprechen Albanisch (Stand 2000). Die Bevölkerungszahl von Moudon blieb lange Zeit auf relativ konstantem Niveau. Erst nach 1950 wurde eine deutliche Bevölkerungszunahme registriert, wobei während der 1960er Jahre die höchsten Zuwachsraten verzeichnet wurden. Danach trat eine vorübergehende Stagnation ein, bevor die Bevölkerung im Lauf der 1980er Jahre erneut klar zunahm. Seither blieb die Einwohnerzahl stabil.

## Wirtschaft

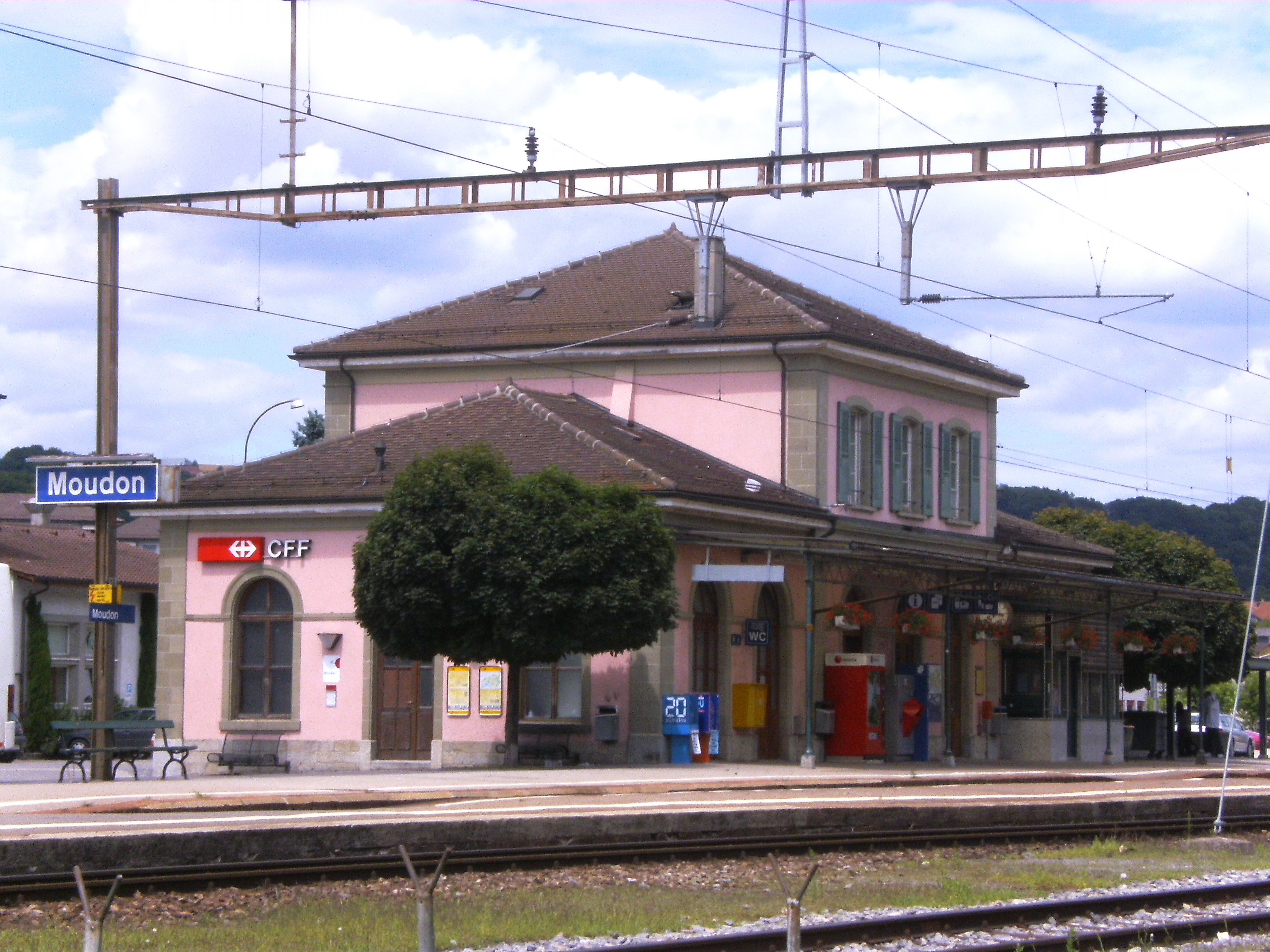
Bahnhof Moudon

Bis in die zweite Hälfte des 19. Jahrhunderts war Moudon ein vorwiegend agrarisch geprägtes Städtchen und auf die Verarbeitung der landwirtschaftlichen Produkte aus dem Umland ausgerichtet. Mit dem Bau der Eisenbahn von Murten nach Palézieux erfolgte eine allmähliche Industrialisierung. Mit der Gründung einer Käsehandlung im Jahr 1899 wurde Moudon ein Zentrum des Käsehandels. Der rasche wirtschaftliche Aufschwung erfolgte aber erst Mitte des 20. Jahrhunderts mit der Gründung verschiedener bedeutender Unternehmen, nämlich der Fonderies Gisling SA (1951; Giesserei), der Fabrique de boîtes de montres SA (1956; Uhrengehäuse) und der Cartonneries et papeteries de Moudon SA (1956).
In den letzten Jahrzehnten hat sich Moudon immer mehr zu einem Dienstleistungszentrum entwickelt. Im Jahr 2001 waren noch 3 % der Erwerbstätigen im primären Sektor beschäftigt, während der industrielle Sektor 33 % und der Dienstleistungssektor 64 % der Erwerbstätigen auf sich vereinigen konnten.
Dank des relativ grossen Umlandes haben die Landwirtschaft mit Ackerbau und Viehzucht sowie die Forstwirtschaft heute noch eine geringe Bedeutung in der Erwerbsstruktur der Bevölkerung. Entlang der Bahnlinie und vor allem südlich der Stadt haben sich seit den 1950er Jahren grössere Gewerbe- und Industriezonen entwickelt. Wichtige Unternehmen sind heute noch die Giesserei Gisling SA sowie verschiedene Betriebe in den Branchen Maschinenbau, Mechanik, Verpackungen, Galvanotechnik, Edelsteinschleiferei und im Bau- und Transportgewerbe. Insgesamt haben sich rund 180 kleinere und mittlere Unternehmen in Moudon niedergelassen.
Moudon ist ein regionales Zentrum des Waadtländer Mittellandes nordöstlich des Hochplateaus des Jorat mit einem relativ grossen aber verhältnismässig dünn besiedelten Einzugsgebiet. Es ist Standort der Bezirksverwaltung, besitzt Banken und Versicherungen, ein Regionalspital und zahlreiche weitere Dienstleistungsunternehmen. Südwestlich der Stadt befindet sich ein Militärspital, das in Friedenszeiten als Kaserne dient. Hier befinden sich die Spitalschulen 41 der Schweizer Armee, wo unter anderem die Spitalsoldaten und Truppenärzte (Med Of) der Schweizer Armee ausgebildet werden.
Die grösseren Wohngebiete von Moudon erstrecken sich östlich und südlich der Altstadt. Am sonnenexponierten Südhang nördlich der Stadt sind in den letzten Jahrzehnten zahlreiche Einfamilienhäuser entstanden.

## Bildung
Als Regionalzentrum verfügt Moudon über Primar- und Sekundarschulen. Bei Grange-Verney befindet sich die Ecole cantonale d’agriculture. Daneben gibt es noch eine kantonale Molkereischule (1889 gegründet), ein Institut für taubstumme Kinder und das Institut protestant de jeunes filles.

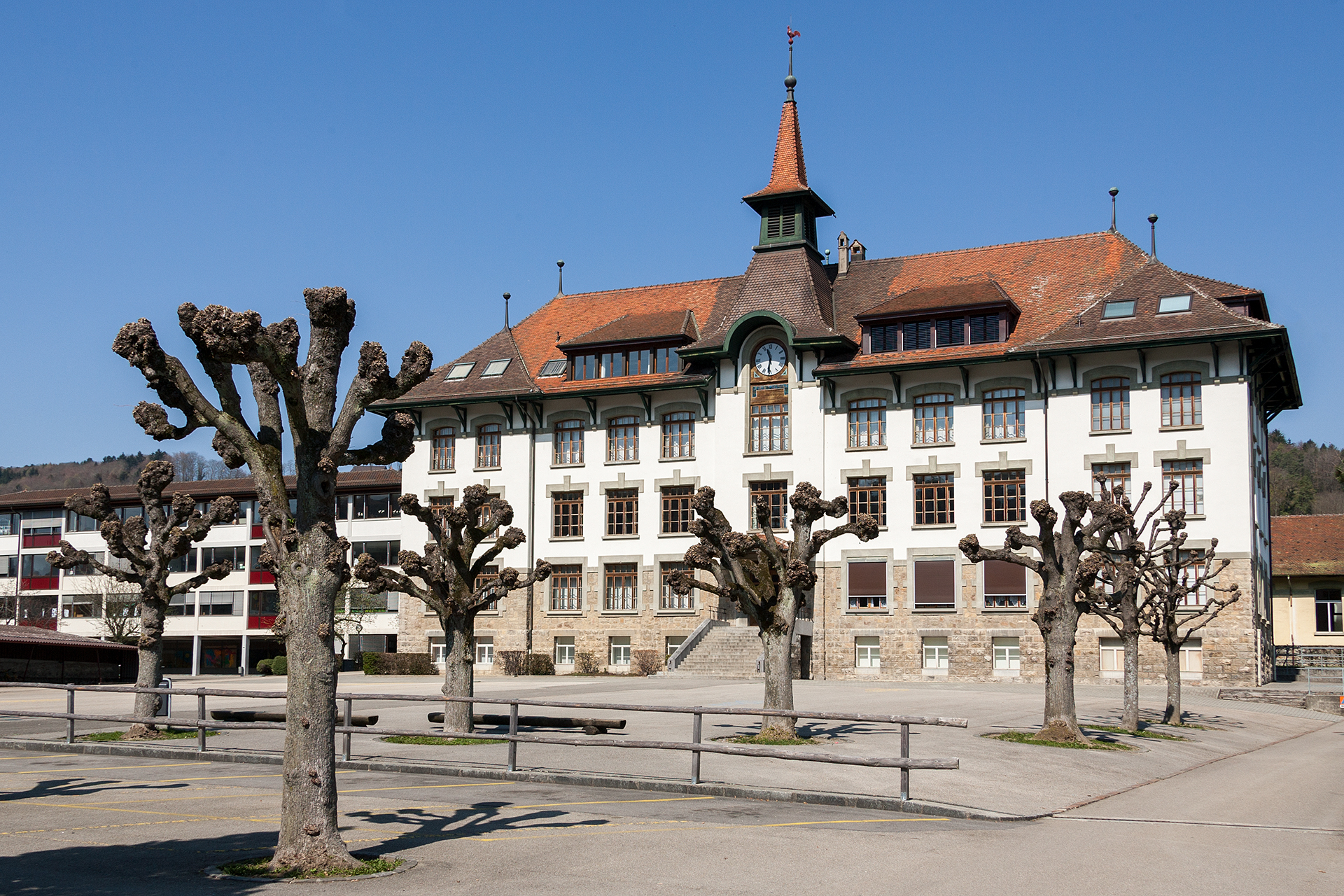
Collège

## Verkehr
Die Gemeinde ist verkehrstechnisch recht gut erschlossen. Sie liegt an der Hauptstrasse 1 von Lausanne über Payerne nach Bern. Der Transitverkehr, der besonders vor der Eröffnung der Autobahnen von Bern in die Westschweiz zeitweise hohe Frequenzen erreichte, wird auf einer Schnellstrasse entlang der Bahnlinie ausserhalb der eigentlichen Wohngebiete geführt. Im Weiteren gibt es von Moudon Hauptstrassen nach Yverdon-les-Bains sowie via Oron-la-Ville nach Vevey.
Am 25. August 1876 wurde die Eisenbahnlinie von Payerne via Moudon nach Palézieux in Betrieb genommen. Moudon ist ferner Endstation der Autobuslinie 62 der Transports publics de la région lausannoise. Für die Feinverteilung im öffentlichen Verkehr sorgen Buslinien von Moudon nach Ursy, Romont, Lucens, Echallens, Thierrens und Yverdon-les-Bains.

## Geschichte

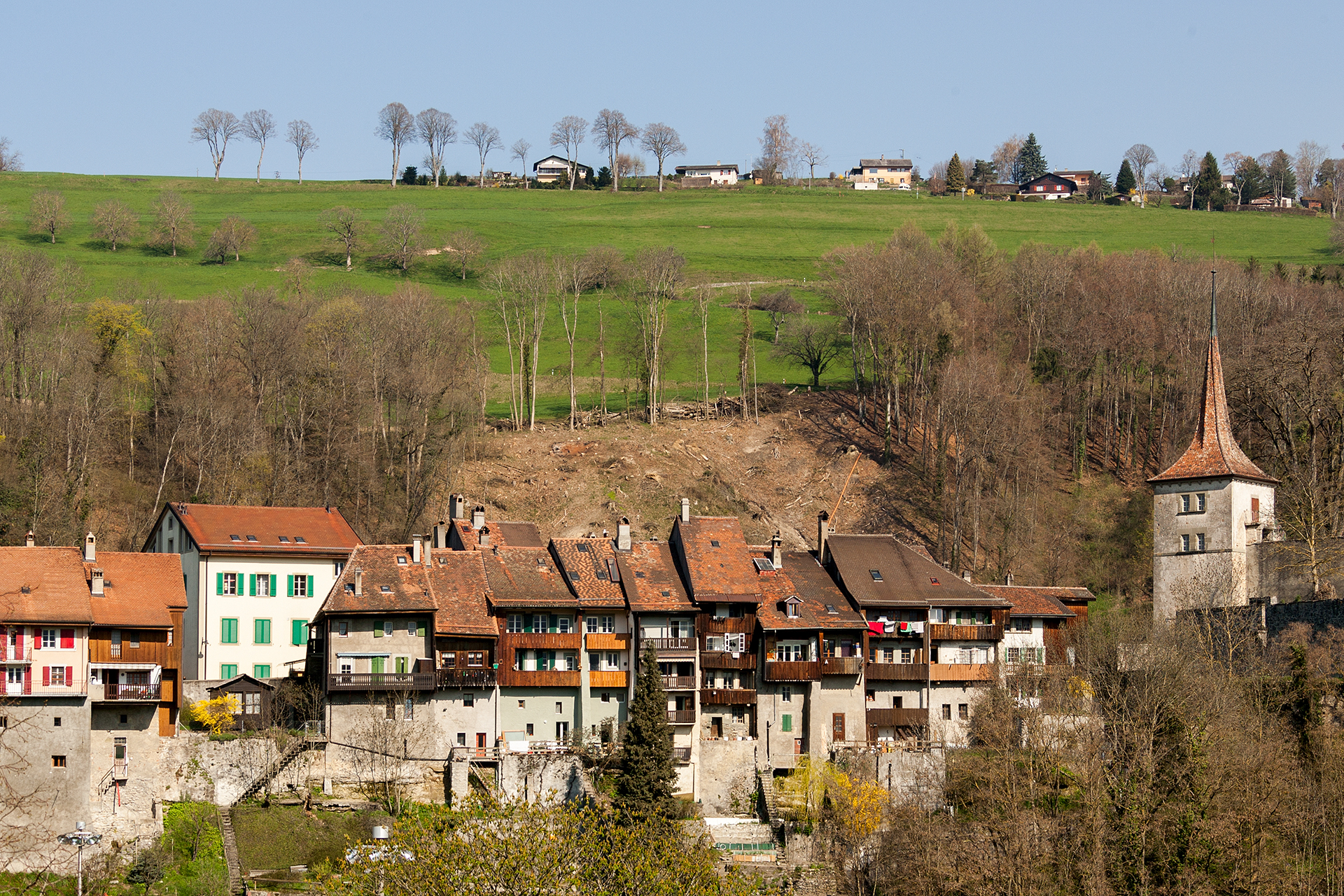
Oberstadt mit Broye-Turm

Die Anfänge von Moudon gehen wahrscheinlich auf die Kelten zurück, die hier ein Refugium gründeten, das sie Minnodunos nannten. Dieser Ortsname bezeichnet einen der Gottheit Minnos geweihten Hügel. Während der Römerzeit war Moudon ein Etappenort an der wichtigen Heerstrasse von Aventicum (Avenches) durch das Broyetal und entlang dem Ostufer des Genfersees via Octodurum (Martigny) auf den Pass des Grossen Sankt Bernhard. Moudon ist in mehreren römischen Strassenverzeichnissen als Vicus Minnodunum genannt; der ehemals keltische Name wurde also latinisiert. Allerdings sind archäologisch aus der Römerzeit nur ganz wenige Spuren bekannt, so zum Beispiel ein Stiftungsstein an die Gemeinde aus der zweiten Hälfte des 2. Jahrhunderts nach Christus durch Quintus Aelius Aunus.
Die erste urkundliche Erwähnung der Neuzeit erfolgte 1156 unter dem Namen Castrum Milduni. Später erschienen zahlreiche weitere Bezeichnungen, nämlich Meldon (1160), Meldunum und Mildunum (1167), Meldun (1177), Melduns (1228) sowie Modon, Moldon und Myldunum. Aus den früheren Ortsbezeichnungen entwickelte sich der deutsche Name Milden, der mittlerweile allerdings in Vergessenheit geraten ist.
Über die Gründungszeit des mittelalterlichen Städtchens Moudon ist nur wenig bekannt. Das Gebiet um Moudon kam 1011 vom damaligen König von Hochburgund an den Bischof von Lausanne. Wahrscheinlich wurde von den Grafen von Genf um 1130 an der Stelle des heutigen Bourg auf dem Vorsprung zwischen der Broye und ihres Seitenbachs Mérine die befestigte Siedlung gegründet. Andere Quellen sprechen von einer zähringischen Neugründung um 1190. Moudon geriet aber im ersten Viertel des 13. Jahrhunderts in den Einflussbereich der Savoyer. Das Städtchen wurde zu einem wichtigen Stützpunkt der Savoyer im Waadtland. Um 1260 unter Peter von Savoyen wurde es Residenz des savoyischen Vogtes in der Waadt. Damit stieg die Bedeutung von Moudon rasch an. Das Stadtgebiet expandierte und wurde mit neuen Mauern umgeben. 1285 wurde Moudon mit Stadtrechten ausgestattet. Besonders im 14. und 15. Jahrhundert erlebte die Stadt eine Blütezeit als administratives Zentrum und Tagungsort der waadtländischen Stände.

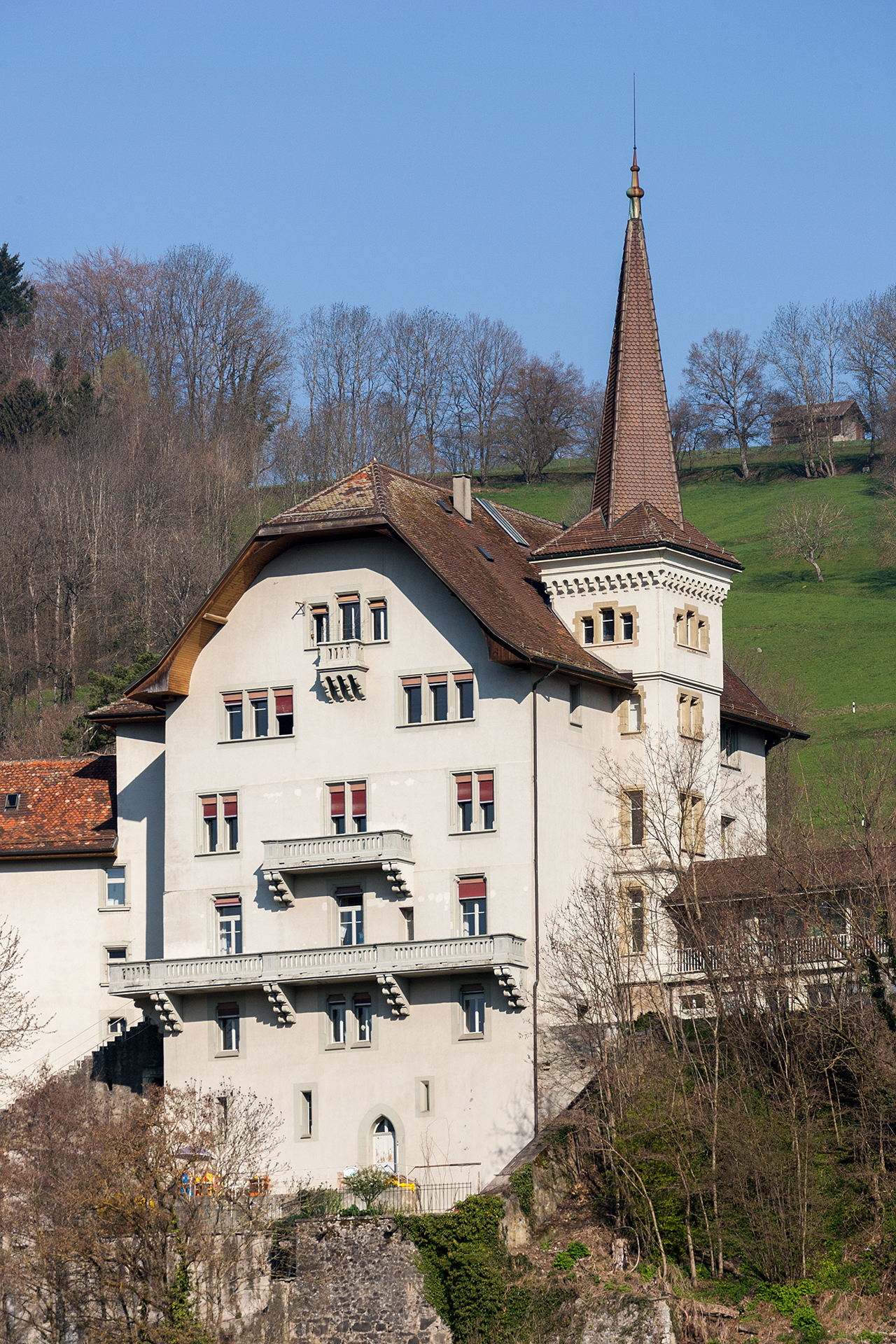
Château de Carrouge

Mit der Eroberung des Waadtlandes durch Bern im Jahr 1536 gelangte Moudon unter Berner Herrschaft. Die Reformation wurde eingeführt. Die Stadt wurde zum Mittelpunkt der Landvogtei Moudon. Diese umfasste annähernd das Gebiet des heutigen Bezirks Moudon, daneben aber auch die südlichen Teile des Bezirks Payerne, der im Einzugsgebiet der Bressonne gelegene Teil des Bezirks Oron und als Exklaven die beiden Gemeinden Daillens und Bettens.
Der erste Vogt von Moudon, Hans Frisching, hatte seinen Sitz in der Stadt Moudon. Wolfgang von Erlach, sein Nachfolger, verlegte seinen Hauptsitz 1542 in das Schloss von Lucens, das er als wesentlich einfacher zu verteidigen ansah als den Vogteisitz in Moudon. Alle weiteren Vögte der Berner Vogtei Moudon residierten danach in Lucens, weswegen Moudon seinen Rang als Verwaltungszentrum des mittleren Broyetals verlor.
Nach dem Zusammenbruch des Ancien Régime gehörte Moudon von 1798 bis 1803 während der Helvetik zum Kanton Léman, der anschliessend mit der Inkraftsetzung der Mediationsverfassung im Kanton Waadt aufging. 1798 wurde die Stadt Hauptort des gleichnamigen Bezirks und erlangte damit seine Stellung als administratives Zentrum von Lucens zurück. Mit der verbesserten Verkehrsanbindung durch den Bau der Eisenbahn (1876) entwickelte sich Moudon allmählich zu einem Industriestandort.

## Sehenswürdigkeiten
Moudon besitzt ein gut erhaltenes historisches Stadtbild. Die mittelalterliche Altstadt ist in zwei Teile gegliedert: die ursprüngliche Oberstadt, genannt Le Bourg, auf dem Hügel zwischen Broye und Mérine und die im Lauf des 13. Jahrhunderts entstandene Unterstadt an der Broye, am Ostfuss des Hügels gelegen. Von der ehemaligen Stadtbefestigung ist einzig der Broye-Turm erhalten, ein mächtiges, möglicherweise von den Zähringern erstelltes Turmbauwerk (12. Jahrhundert) zwischen der Unter- und der Oberstadt. Die Stadtmauern und das ehemalige Residenzschloss existieren nicht mehr.
An der Südostecke der Unterstadt steht die reformierte Kirche Saint-Etienne, deren Bau im 13. Jahrhundert begonnen wurde. Sie ist ein bedeutender dreischiffiger Bau der Westschweizer Früh- und Hochgotik; die Nordkapelle stammt aus dem 15. und 16. Jahrhundert. Im Innern sind Wand- und Glasmalereien aus dem 13. bis 17. Jahrhundert erhalten; daneben gehören auch eine Steinkanzel von 1695 und ein reich geschnitztes Chorgestühl (um 1500) zur Innenausstattung. Der Glockenturm war ursprünglich Teil der Stadtbefestigung und erhielt seinen Spitzhelm erst viel später aufgesetzt.

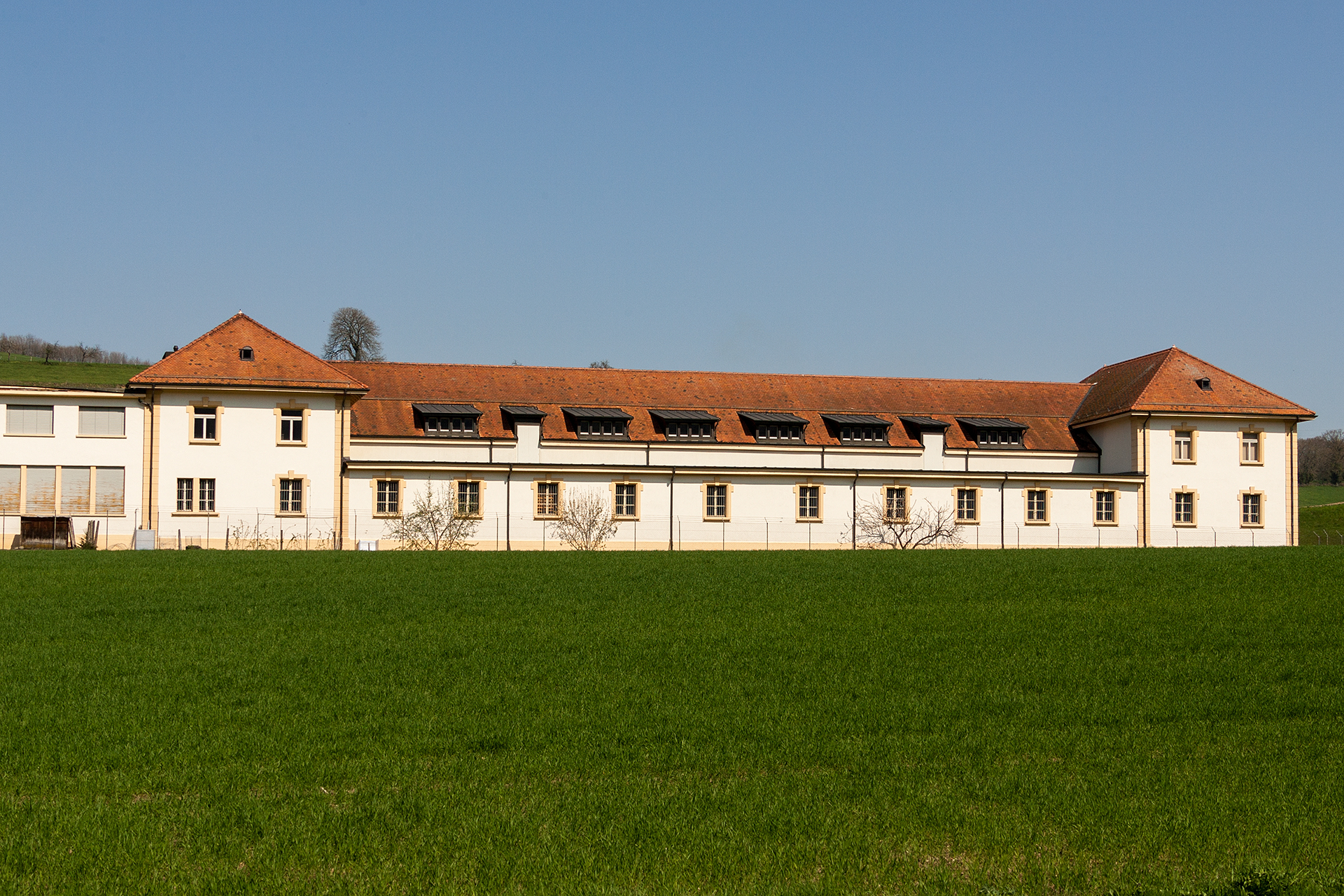
Zeughaus

In der Unterstadt befinden sich auch das Zeughaus (1774–75), das früher als Kornhalle diente, und das ehemalige Hôpital de Malte von 1556 auf der rechten Seite der Broye. Das Hôtel de Ville (Rathaus) mit seinen Arkaden wurde von 1835 bis 1842 erbaut. La Grenette ist eine weitere ehemalige Kornhalle, die 1861 errichtet wurde. Zahlreiche Bürger- und Patrizierhäuser aus dem 16. bis 18. Jahrhundert sind erhalten, darunter das Maison du Chasseur und das Maison de Cerjat (1698).
Auch die Oberstadt besitzt neben dem Broye-Turm weitere wichtige Gebäude. Durch die Erstellung von Repräsentativbauten im 15. bis 18. Jahrhundert hat sich der ehemalige hochmittelalterliche Charakter der Oberstadt markant verändert. Der spätgotische Bau des Maison des Etats du Pays de Vaud hat seinen Ursprung Ende des 15. Jahrhunderts. Bemerkenswert ist das grosse Vordach des Maison d’Arnay, dessen Kern auf das Mittelalter zurückgeht; das Gebäude wurde jedoch im 16. und 17. Jahrhundert weitgehend neu erbaut.
Im Château de Rochefort, einem imposanten Bau von 1595 mit Treppentürmchen, ist heute das Musée du Vieux-Moudon untergebracht, das eine Sammlung zum gewerblichen und bäuerlichen Leben in der Stadt zeigt. Ein weiterer Bau aus dem 17. Jahrhundert beherbergt die Werke des Malers Eugène Burnand, der in Moudon geboren wurde (Musée Eugène Burnand). Das Château de Carrouge wurde mit seinen angrenzenden Gebäuden im 18. und 19. Jahrhundert neu erbaut. In seinem Garten befindet sich ein Wachtturm aus dem Mittelalter. Am westlichen Ausgang der Oberstadt ist noch eine spätgotische Häusergruppe aus dem 15. und 16. Jahrhundert erhalten.
Ausserhalb der Stadt steht das Château de Billens, ein Herrenhaus aus dem 17. und 18. Jahrhundert.

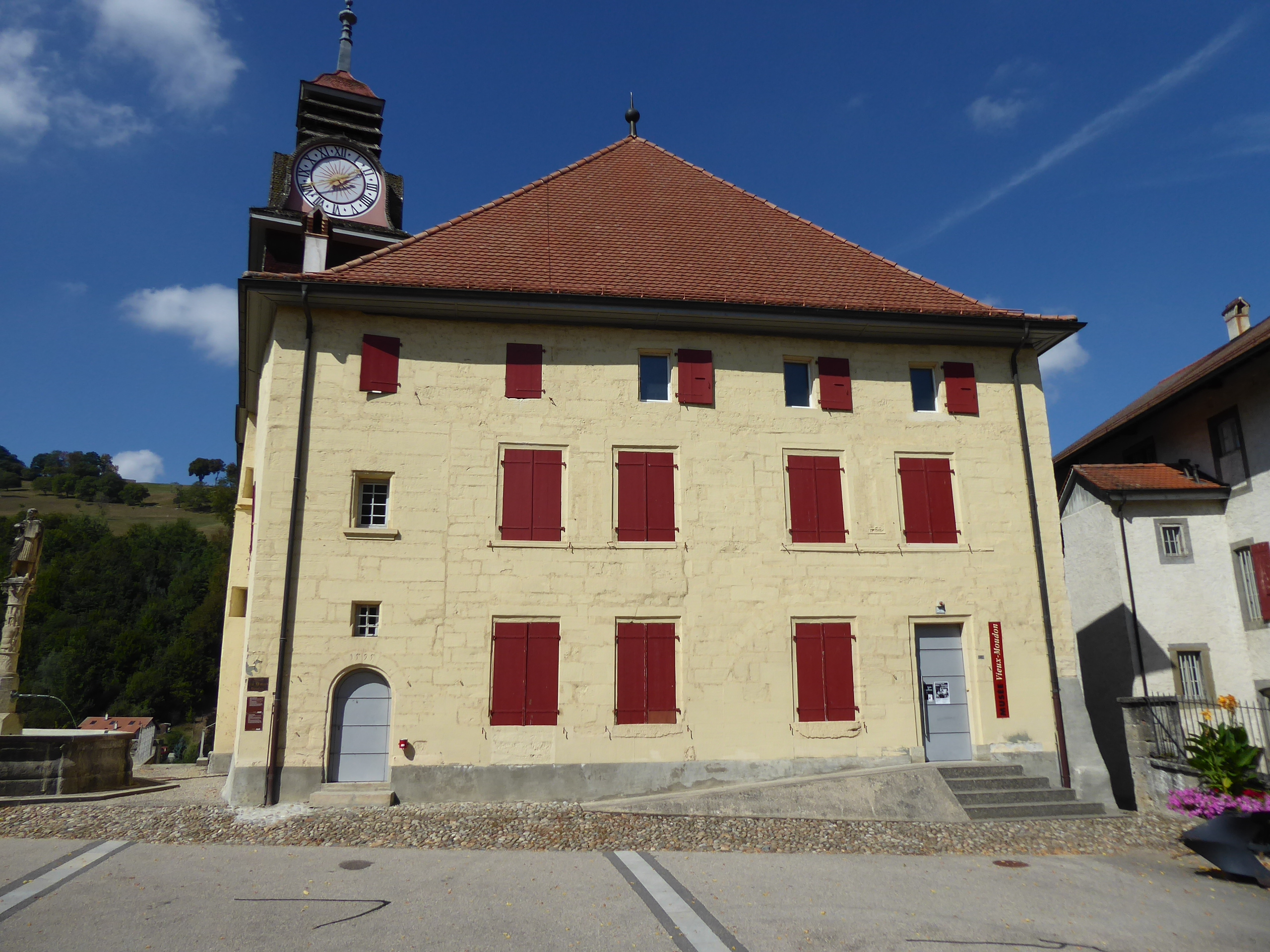
Château Rochefort

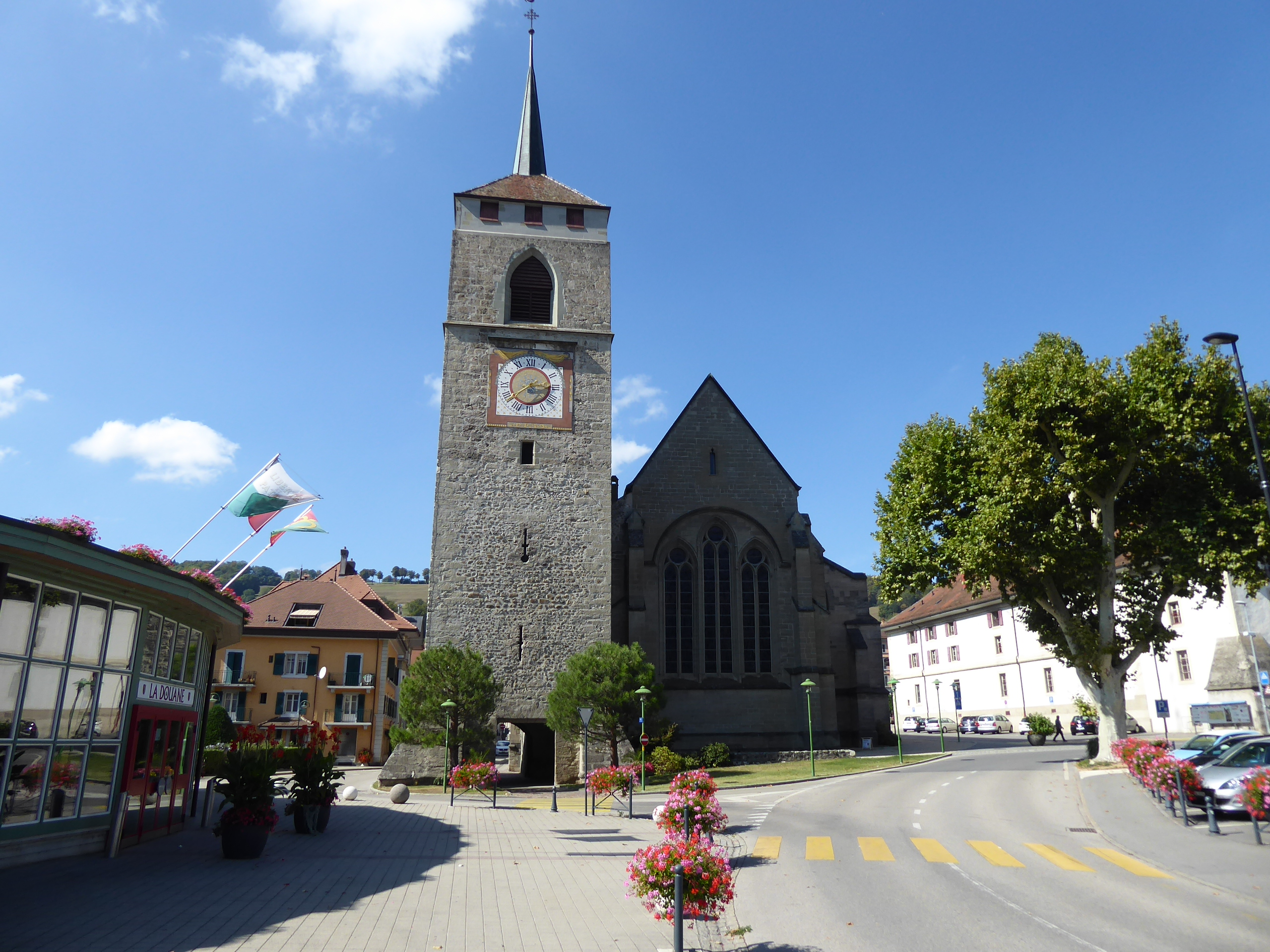
Kirche Saint-Etienne

## Persönlichkeiten

### Söhne und Töchter der Stadt
- Jean-Philippe Dutoit-Membrini (1721–1793), evangelischer Mystiker
- Abraham-Louis-Rodolphe Ducros (1748–1810), Maler, Aquarellist, Radierer, Gouachemaler und Kupferstecher
- Daniel Peter (1836–1919), Chocolatier und Unternehmer, gilt als der Erfinder der Milchschokolade
- Eugène Burnand (1850–1921), Maler
- Fernand Dumas (1892–1956), Architekt
- Philippe Jaccottet (1925–2021), französisch schreibender Lyriker, Essayist und Übersetzer
- Eric Chapuis (* 1942), Autorennfahrer
- Éric Voruz (* 1945), Politiker (SP) und Mitglied des Nationalrates
- Odile Cornuz (* 1979), Schriftstellerin
- Cathia Schär (* 2001), Triathletin, Europameisterin

### Persönlichkeiten, die vor Ort wirkten
- François Rodolphe de Weiss (1751–1818), Politiker, Schriftsteller und Offizier, war Landvogt von Moudon

## Städtepartnerschaft
Moudon ist im Jahr 1986 eine Städtepartnerschaft mit der französischen Gemeinde Mazan im Département Vaucluse eingegangen.